# Зацепин, Александр Сергеевич
Алекса́ндр Серге́евич Заце́пин (род. 10 марта 1926, Новосибирск) — советский и российский композитор. Герой Труда Российской Федерации (2025). Народный артист Российской Федерации (2003). Член-корреспондент Национальной академии кинематографических искусств и наук (2002), член Союза композиторов СССР (1956) и Союза кинематографистов СССР (1957).
Зацепин получил всенародную известность как автор музыки к кинофильмам, в том числе к знаменитым комедиям Леонида Гайдая «Кавказская пленница», «Бриллиантовая рука», «Иван Васильевич меняет профессию». Уже в 1970-е годы музыка Зацепина вышла за пределы «кинематографического» контекста, его песни исполняются на эстраде и поныне как самостоятельные концертные номера (например, «Есть только миг», «Мир без любимого», «Куда уходит детство»).

## Биография
Родился 10 марта 1926 года в Новосибирске, в семье хирурга Сергея Дмитриевича Зацепина и учительницы Валентины Болеславовны Оксентович. С детства занимался музыкой, сначала с преподавателем, потом в музыкальной школе. Учился с удовольствием и уже в третьем-четвёртом классе начал сочинять небольшие мелодии. Занимался акробатикой.
Во время Великой Отечественной войны на детской технической станции окончил курсы трактористов и летом вспахивал с одноклассниками колхозное поле. Затем окончил курсы киномехаников, увлёкся кино. После восьмого класса хотел уйти работать в цирк, однако из-за возражений матери вернулся в школу. Организовал маленький джаз-оркестр, с которым исполнял композиции, входившие в репертуар оркестра Гленна Миллера, и другие популярные в то время мелодии.
Окончив среднюю школу № 12, поступил в Новосибирский институт инженеров железнодорожного транспорта. В марте 1945 года его отчислили из этого вуза и призвали в армию. Он был направлен в тюменское пехотное училище. Будучи на военной службе, самостоятельно освоил игру на нескольких инструментах. Участвовал в армейской самодеятельности, играл на фортепиано, позже освоил аккордеон и кларнет. Командиром взвода, где служил Зацепин, был будущий артист и режиссёр Евгений Матвеев, который пригласил Александра участвовать в армейской самодеятельности. В итоге он был принят в Новосибирский армейский ансамбль песни и пляски.
После увольнения в запас в 1947 году работал концертмейстером в Новосибирской филармонии. По словам Зацепина, если бы он не пошёл в армию, то не стал бы композитором.
Окончил в 1956 году консерваторию в Алма-Ате по классу фортепиано и композиции (педагог Е. Г. Брусиловский). Дипломная работа — балет «Старик Хоттабыч», который поставили в Алма-Атинском театре оперы и балета.
Работал музыкальным оформителем на студии «Казахфильм». В 1956 году написал музыку к своему первому фильму «Наш милый доктор». Песня «Надо мной небо синее, облака лебединые…» из этого фильма была очень популярной и стала первой визитной карточкой композитора. Чтобы записать музыку, Зацепину приходилось часто приезжать в Москву, так как на «Казахфильме» не было нужных условий для работы. В результате руководитель Московского симфоджаза Виктор Кнушевицкий предложил ему перебраться в столицу.
Приехав в 1958 году в Москву, Зацепин подрабатывал, играя на аккордеоне в ресторанах. В 1964 году режиссёр Леонид Гайдай приступил к работе над комедией «Операция „Ы“ и другие приключения Шурика». До этого он сотрудничал с Никитой Богословским, но для очередной картины решил подыскать нового композитора, поскольку тот с ним поссорился. Гайдаю начинающего композитора Зацепина посоветовала жена Нина Гребешкова, вспомнив его популярную песню «Надо мною небо синее» из фильма «Наш милый доктор», после чего творческий тандем состоялся.
В активе Александра Зацепина музыка к фильмам «Земля Санникова», «31 июня», «Женщина, которая поёт», «Душа», комедиям Леонида Гайдая «Операция „Ы“ и другие приключения Шурика», «Кавказская пленница, или Новые приключения Шурика», «Бриллиантовая рука», «Двенадцать стульев», «Иван Васильевич меняет профессию», «За спичками (фильм)». Его песни стали хитами, пережившими своё время. Среди них «Песенка о медведях», «Есть только миг», «Куда уходит детство», «Так же, как все».
С 1965 года Зацепин начал сотрудничать с Леонидом Дербенёвым. Вместе они написали более ста песен. Их сотрудничество продолжалось до самой смерти поэта в 1995 году.
В середине 1970-х годов Зацепин создал собственную студию звукозаписи. Высокий технический уровень и возможности домашней студии (минимуг, электроорган «Юность», микрофон Neumann, микшерный пульт из Венгрии, самодельные компрессор, восьмиканальный магнитофон для сведе́ния и т.д.) привлекли многих эстрадных артистов, первой среди которых стала Алла Пугачёва. Зацепин написал несколько песен для сольного репертуара певицы и музыку к фильмам, которые озвучивала Пугачёва, — «Центровой из поднебесья», «Фантазии Веснухина». Однако после фильма «Женщина, которая поёт» между Зацепиным и Пугачёвой возник конфликт, и больше они не сотрудничали.
В новой студии была также аранжирована и записана музыка погони для фильма «Иван Васильевич меняет профессию». Музыку в таком темпе невозможно было исполнить вживую, однако эту задачу удалось осуществить на аппаратуре Зацепина. Сведение зачастую выполнялось и в моно (звуковые дорожки к фильмам), и в стерео (для грампластинок). Зацепин сконструировал свой вариант меллотрона — оркестроллу: на закольцованных лентах были записаны пропетые по полутонам ноты на все главные гласные и несколько согласных букв алфавита (в записи принимали участие Татьяна Анциферова, Владимир Белоусов, Феликс Козиловский).
В 1978 году вышел фильм «31 июня», ставший большим творческим успехом композитора. Песни из него на стихи Леонида Дербенёва и Юрия Энтина обрели большую популярность. Революционно (для того времени) аранжированная мелодичная музыка была снова записана в его студии. Однако спустя полгода после премьеры картины один из её актёров, Александр Годунов, эмигрировал в США, и фильм на семь лет «лёг на полку».
В том же году во время поездки в Америку композитору был предложен пятилетний контракт на написание музыки к фильмам, однако этому воспрепятствовало Всесоюзное агентство по авторским правам. Зацепин вспоминал: «Меня огорошили сообщением, что по советским законам я не имею права подписывать подобные контракты, за меня это должно делать Министерство иностранных дел или другие компетентные органы».
Летом 1982 года композитор уехал на постоянное место жительства во Францию, не меняя гражданства. После отъезда его песни беспощадно критиковались. В частности, газета «Труд» от 3 июня 1983 года опубликовала статью «Есть только миг?», где говорилось, что эта песня, в сущности, о слабых людях, которые только ноют, что жизнь быстротечна, и заботятся лишь о собственной судьбе. Утверждалось, что это откровенная пошлость, облечённая в красивую мелодию и потому легко запоминающаяся, тревожащая юные души ложной романтикой, мещанскими представлениями о счастье. Спустя два с половиной года, приняв решение вернуться, Зацепин ждал разрешения от властей СССР в течение полутора лет, перебиваясь случайными заработками, писал музыку к рекламе.
В 1986 году с приходом перестройки композитор вернулся в СССР. Вышли новые фильмы с его музыкой: «Где находится нофелет?», «Она с метлой, он в чёрной шляпе»; продолжилось сотрудничество с Леонидом Гайдаем.
До 1991 года активно писал музыку к кинофильмам.
В 1997 году Зацепин написал музыку к песне Марины Хлебниковой «Косые дожди» на её стихи (песня вышла в финал фестиваля «Песня-98»).
В 2003 году в Москве опубликовал мемуары «Есть только миг…» (вторая расширенная редакция мемуаров опубликована в 2017 году).
В 2012 году Зацепин попал в ДТП  — его автомобиль столкнулся с другой машиной. Врачи диагностировали у Александра Сергеевича многочисленные переломы, особенно сильно пострадала нога. Но он выжил и даже продолжил заниматься спортом.
В 2020 году Зацепин начал работу над антологией своего творчества, а также выпуском полноценных саундтреков к фильмам «31 июня», «Тайна третьей планеты» и «Фантазии Веснухина» с новым сведением и инструментами; альбомы были выпущены в различных форматах в 2021 и 2022 годах соответственно.

## Личная жизнь
Отец — Сергей Дмитриевич Зацепин, врач-хирург. Русский. В 1941 году был арестован по 58-й статье и приговорён к десяти годам лишения свободы. После освобождения в семью не вернулся. Мать растила сына одна.
Мать — Валентина Оксентович, преподаватель русского языка и литературы. Полька по отцу.
Первая супруга — Ревмира Соколова (1927—2008), актриса. Уже после свадьбы Зацепин узнал, что она беременна от другого. Родившуюся девочку он удочерил, но всего через год она умерла. Брак распался в 1954 году.
- Сын — Евгений (1951—1975), умер от рассеянного склероза[20].

Вторая супруга — Светлана Третьякова (1934—1981), пианистка, прожили вместе 28 лет. В 1981 году умерла в возрасте 47 лет от аневризмы аорты.
- Дочь — Елена (род. 1956), выпускница МГИМО, мать двоих детей, в настоящее время живёт с семьёй во Франции[19].

Третья супруга — Женевьева Прешак, французская художница, пятнадцать лет прожила в монастыре. Их познакомил брат художницы, славист и переводчик Ален Прешак, в 1981 году. Узнав, что Зацепину не разрешают работать по контракту с американским продюсером, он предложил жениться на своей сестре и получить французское гражданство, чтобы не зависеть от советских властей. В 1982 году Зацепин с супругой уехали в Париж. Спустя четыре года, в 1986 году, они развелись, и Зацепин вернулся в Москву к дочери Елене.
Четвёртая супруга — Светлана Григорьевна Морозовская, пианистка, педагог Московской консерватории и Школы имени Гнесиных. Прожили в браке более 20 лет. В 2014 году умерла от рака.

В 1990-е годы и до смерти четвёртой супруги Зацепин проживал во Франции, имея квартиру на севере Парижа и загородный дом в пригороде. По его собственным словам, отдыхал в Париже, а работал в Москве. В настоящее время живёт в Москве.
«Это всё враньё, конечно, — заявил композитор. — Во-первых, дочь живёт не в Швейцарии, а во Франции. Во-вторых, я уже второй год постоянно живу в России, никуда не выезжая. И никуда не собираюсь. Здесь у меня любимая работа, общение — здесь у меня всё. Конечно, я бы с удовольствием повидал внуков и правнуков».
С 2024 года обнародованы отношения с режиссером Музой Ли, по национальности кореянкой, руководящей театрально-музыкальным коллективом.

## Творчество

### Особенности стиля
Сначала — мелодия, потом — слова. Практически все мои песни написаны так. В хорошей песне прежде всего должна быть запоминающаяся мелодия, а затем уже стихи, аранжировка и исполнители, которые не испортят, а улучшат её. Когда всё это есть в комплексе, тогда песня может стать тем, что называется «хит».
Зацепин написал более 300 песен совместно с Л. П. Дербенёвым («главный поэт» и многолетний друг Зацепина), Ю. С. Энтиным, И. Р. Резником, Ю. П. Рогозиным. Своеобразие творческого взаимодействия Зацепина с поэтами заключалось в том, что сначала композитор писал музыку и лишь затем поэт подкладывал под неё стихи требуемой тематики (обычно наоборот – композитор пишет музыку на готовые стихи). Поэты, отказывавшиеся подтекстовывать заранее созданную музыку, несмотря на свои достоинства (как, например, Л. А. Рубальская), не могли работать с композитором.
Для музыкального стиля Зацепина характерны простые выразительные мелодии без изысков, написанные по всем законам мажорно-минорной тональности, часто на грани банальности (ресторанный шлягер «Песня про зайцев» из фильма «Бриллиантовая рука», Танго Остапа из фильма «Двенадцать стульев», твист «Песенка о медведях» из фильма «Кавказская пленница», блатной шансон «Постой, паровоз» из фильма «Операция Ы»). Редкие изыски в области гармонии отмечаются в песне «Мир без любимого» (аккорды нетерцовой структуры, сопоставления далёких тональностей) и в инструментальной пьесе «Разоблачение Глота» (цепочки септаккордов с «расщеплённой» терцией, уменьшённый лад). Экспериментальный характер носит гармония в пьесе «Призрачные горы» (из фильма «Земля Санникова»), где композитор использовал сонорные кластеры в контрапункте с «обычной» (тональной) мелодией.
Зацепин опирается на традиционную регулярную тактовую метрику. Отклонения от неё отмечаются крайне редко, как в «Песенке про меня», где в припеве использован переменный метр (5/4 чередуется с 4/4). Редчайший для Зацепина образец полиметрии находится в пьесе «Планета Шелезяка» (из мультфильма «Тайна третьей планеты») — применение этой техники объясняется «сказочно-фантастическим» контекстом.
В инструментальной прикладной музыке композитор пользуется академическими приёмами развития материала – мотивной разработкой и коллажём. Сцена погони за «демонами» из фильма «Иван Васильевич меняет профессию», например, выполнена как рондо, где рефрен представляет собой особую (с дорийским модализмом) короткую тему, а в эпизодах изобретательно разрабатываются мотивы двух авторских песен (полностью звучат в фильме позднее) и цитируются – в виде колокольных звонов – фрагменты чужих шлягеров («Чижик-пыжик» и «Подмосковные вечера»).

### Песни (выборка)
| Год  | Название                                                   | Фильм                                                                  | Автор текста                        | Исполнитель                            |
| ---- | ---------------------------------------------------------- | ---------------------------------------------------------------------- | ----------------------------------- | -------------------------------------- |
| 1958 | «Надо мной небо синее»                                     | «Наш милый доктор»                                                     | Я. М. Зискинд                       | Ермек Серкебаев                        |
| 1965 | «Постой, паровоз»                                          | «Операция "Ы" и другие приключения Шурика»                             | Леонид Дербенёв                     | Юрий Никулин, Георгий Вицин            |
| 1966 | «Песенка о медведях»                                       | «Кавказская пленница, или Новые приключения Шурика»                    | Леонид Дербенёв                     | Аида Ведищева                          |
| 1966 | «Если б я был султан»                                      | «Кавказская пленница, или Новые приключения Шурика»                    | Морис Слободской, Яков Костюковский | Юрий Никулин                           |
| 1968 | «Песня про зайцев» («А нам всё равно…»)                    | «Бриллиантовая рука»                                                   | Леонид Дербенёв                     | Юрий Никулин                           |
| 1968 | «Остров невезения»                                         | «Бриллиантовая рука»                                                   | Леонид Дербенёв                     | Андрей Миронов                         |
| 1968 | «Танго-пародия» («Помоги мне…»)                            | «Бриллиантовая рука»                                                   | Леонид Дербенёв                     | Аида Ведищева                          |
| 1968 | «Фильм, фильм, фильм»                                      | «Фильм, фильм, фильм» (м/ф)                                            | Фёдор Хитрук                        | ВИА «Сокол»                            |
| 1968 | «Одиссей»                                                  | «Ангел в тюбетейке»                                                    | Леонид Дербенёв                     | Вокальный квартет «Аккорд»             |
| 1970 | «Ты слышишь, море?»                                        | «Свистать всех наверх!»                                                | Михаил Пляцковский                  | Вокальные квартеты «Аккорд» и «Улыбка» |
| 1970 | «Там, где любовь» («Где среди пампасов…»/«Танго Остапа»)   | «12 стульев»                                                           | Леонид Дербенёв                     | Валерий Золотухин                      |
| 1972 | «Есть только миг»                                          | «Земля Санникова»                                                      | Леонид Дербенёв                     | Олег Анофриев                          |
| 1972 | «Звенит январская вьюга» («С любовью встретиться…»)        | «Иван Васильевич меняет профессию»                                     | Леонид Дербенёв                     | Нина Бродская                          |
| 1972 | «Маруся» («Кап-кап-кап»)                                   | «Иван Васильевич меняет профессию»                                     | Леонид Дербенёв                     | Л. Полосин, Б. Кузнецов, хор МВО       |
| 1972 | «Разговор со счастьем» («Вдруг как в сказке…»)             | «Иван Васильевич меняет профессию»                                     | Леонид Дербенёв                     | Валерий Золотухин                      |
| 1975 | «Куплеты о пиве» («Губит людей не пиво…»)                  | «Не может быть!»                                                       | Леонид Дербенёв                     | Вячеслав Невинный                      |
| 1975 | «Купидон»                                                  | «Не может быть!»                                                       | Леонид Дербенёв                     | Олег Даль                              |
| 1975 | «Черные подковы»                                           | «Не может быть!»                                                       | Леонид Дербенёв                     | Роберт Мушкамбарян                     |
| 1975 | «Любовь одна виновата»                                     | «Центровой из поднебесья»                                              | Леонид Дербенёв                     | Алла Пугачёва                          |
| 1975 | «До свиданья, лето»                                        | «Центровой из поднебесья»                                              | Леонид Дербенёв                     | Алла Пугачёва                          |
| 1975 | «Волшебник-недоучка» («Даром преподаватели…»)              | «Отважный Ширак»                                                       | Леонид Дербенёв                     | Алла Пугачёва                          |
| 1975 | «Уходишь ты»                                               | «Между небом и землёй»                                                 | Леонид Дербенёв                     | ВИА «Ариэль»                           |
| 1975 | «Небо моё»                                                 | «Между небом и землёй»                                                 | Леонид Дербенёв                     | Валерий Ободзинский                    |
| 1975 | «Песня о первом прыжке»                                    | «Между небом и землёй»                                                 | Леонид Дербенёв                     | Валерий Ободзинский                    |
| 1975 | «Если девчонка тебя избегает»                              | «Между небом и землёй»                                                 | Леонид Дербенёв                     | Валерий Ободзинский                    |
| 1975 | «Марш десантников»                                         | «Между небом и землёй»                                                 | Леонид Дербенёв                     | Валерий Ободзинский                    |
| 1975 | «И кто виноват?»                                           | «Между небом и землёй»                                                 | Леонид Дербенёв                     | Алла Пугачёва                          |
| 1977 | «Куда уходит детство»                                      | «Фантазии Веснухина»                                                   | Леонид Дербенёв                     | Алла Пугачёва                          |
| 1977 | «Если долго мучиться»                                      | «Повар и певица»                                                       | Леонид Дербенёв                     | Алла Пугачёва                          |
| 1977 | «Песенка про меня» («Так же, как все»)                     | «Женщина, которая поёт»                                                | Леонид Дербенёв                     | Алла Пугачёва                          |
| 1977 | «Этот мир»                                                 | «Женщина, которая поёт»                                                | Леонид Дербенёв                     | Алла Пугачёва                          |
| 1978 | «Ищу тебя»                                                 | «31 июня»                                                              | Дербенёв Леонид                     | Анциферова Татьяна                     |
| 1978 | «Звёздный мост»                                            | «31 июня»                                                              | Дербенёв Леонид Казакова Римма      | Анциферова Татьяна                     |
| 1978 | «Мир без любимого»                                         | «31 июня»                                                              | Энтин Юрий                          | Анциферова Татьяна                     |
| 1992 | «Хэллоу, Америка!» («Мне от Брайтон Бич до Дерибасовской») | «На Дерибасовской хорошая погода, или На Брайтон-Бич опять идут дожди» | Леонид Дербенёв                     | Дмитрий Харатьян                       |
| 1998 | Дожди                                                      |                                                                        | Марина Хлебникова                   | Марина Хлебникова                      |

### Рецепция
Песни и инструментальная музыка Зацепина широко используются в России в заставках на ТВ и радио, в рекламных роликах, в качестве «фоновой музыки» в саундтреках документальных и художественных фильмов и т.д., как правило, без отсылок к авторству композитора. Песня «Ты слышишь, море?» была использована в качестве лейттемы телесериала «Шторм» (звучит в заключительных титрах каждой серии). За рубежом в 1980-е годы ключевую фразу из «Песенки про меня» — (Так же, как все) — французы услышали как «Taxi, taxi» и перетекстовали. Песню с новым текстом записал шансонье Филипп Баррак.
В 2020–2022 гг. по инициативе московской фирмы грамзаписи «Shining Sioux Records» была отреставрирована и отчасти (только инструментальные композиции) заново аранжирована музыка к 16 кинофильмам и мультфильмам, которая затем была опубликована на том же лейбле. Например, новая редакция саундтрека мультфильма «Тайна третьей планеты», смонтированного в виде 43-минутной сюиты (29 номеров) для эстрадного инструментального ансамбля и группы струнных, выпущена на «Shining Sioux Records» в 2022 г.

## Фильмография

### Художественные фильмы
1. 1957 — Моя ошибка (фильм, 1957)
2. 1958 — Наш милый доктор
3. 1958 — Шквал
4. 1959 — Дорога жизни
5. 1960 — Песня зовёт
6. 1961 — Совершенно серьёзно
7. 1961 — Чужой бумажник
8. 1962 — Эй, кто-нибудь!
9. 1962 — Как рождаются тосты
10. 1963 — Ты не один
11. 1964 — Любит — не любит?
12. 1964 — Что такое теория относительности?
13. 1965 — На завтрашней улице
14. 1965 — Операция «Ы» и другие приключения Шурика
15. 1966 — Кавказская пленница, или Новые приключения Шурика
16. 1966 — Петух
17. 1966 — Человек без паспорта
18. 1967 — Нужный человек
19. 1967 — Формула радуги
20. 1967 — Лето 1943 года
21. 1968 — Ангел в тюбетейке
22. 1968 — Белый рояль
23. 1968 — Бриллиантовая рука
24. 1968 — От снега до снега
25. 1969 — Красная палатка (советская версия)
26. 1969 — У заставы «Красные камни»
27. 1970 — Свистать всех наверх!
28. 1971 — Двенадцать стульев
29. 1971 — Последнее дело комиссара Берлаха
30. 1972 — Командир счастливой «Щуки»
31. 1973 — Земля Санникова
32. 1973 — Иван Васильевич меняет профессию
33. 1973 — Ни слова о футболе
34. 1973 — Тайник у Красных камней
35. 1975 — Капитан Немо
36. 1975 — Между небом и землёй
37. 1975 — Не может быть!
38. 1975 — Повесть о человеческом сердце
39. 1975 — Центровой из поднебесья
40. 1976 — Бросок, или Всё началось в субботу
41. 1976 — Отважный Ширак
42. 1977 — Журавль в небе
43. 1977 — Инкогнито из Петербурга
44. 1977 — Фантазии Веснухина
45. 1977 — Повар и певица
46. 1978 — Женщина, которая поёт
47. 1978 — 31 июня
48. 1978 — Красные дипкурьеры
49. 1979 — Узнай меня
50. 1980 — За спичками
51. 1980 — Петля Ориона
52. 1981 — Душа
53. 1982 — Красиво жить не запретишь
54. 1982 — Спортлото-82
55. 1987 — Девушки из «Согдианы»
56. 1987 — Где находится нофелет?
57. 1987 — Она с метлой, он в чёрной шляпе
58. 1987 — Остров погибших кораблей
59. 1988 — Артистка из Грибова
60. 1988 — Приключения Арслана
61. 1989 — Частный детектив, или Операция «Кооперация»
62. 1989 — Остров
63. 1990 — Восточный коридор, или Рэкет по…
64. 1990 — Продавец снов
65. 1991 — Болотная street, или Средство против секса
66. 1992 — На Дерибасовской хорошая погода, или На Брайтон-Бич опять идут дожди
67. 1998 — Тоталитарный роман (используемая музыка)
68. 2001 — Ускоренная помощь-2 (используемая музыка)
69. 2002 — Казус Белли
70. 2004 — Красная капелла (сериал)
71. 2007 — Завтрашние заботы
72. 2008 — В июне 41-го
73. 2013 — Лекарство против страха
74. 2014 — Кураж (телесериал) (используемая музыка)
75. 2014 — Кавказская пленница! (используемая музыка)
76. 2016 — Следователь Тихонов (сериал) — тема, сопровождающая демонстрацию московских пейзажей

### Мультфильмы
- 1963 — Следопыт (совместно с Евгением Крылатовым)
- 1964 — Ситцевая улица
- 1966 — Буквы из ящика радиста
- 1966 — Я жду птенца (совместно с Евгением Крылатовым)
- 1967 — Растрёпанный воробей (совместно с Евгением Крылатовым)
- 1967 — Честное крокодильское (совместно с Евгением Крылатовым)
- 1968 — Фильм, фильм, фильм (совместно с Евгением Крылатовым)
- 1969 — Золотой мальчик (совместно с Георгием Гараняном)
- 1969 — Солнечное зёрнышко (совместно с Георгием Гараняном)
- 1969 — Обогнал… (совместно с Георгием Гараняном)
- 1970 — Ну, погоди! (выпуск 2) (совместно с Георгием Гараняном)
- 1981 — Тайна третьей планеты
- 2018 — Оранжевая корова (мультсериал)

### Мюзиклы
- 1975 — «Две женщины и зависть»
- 2021 — «Иван Царевич и Серый Волк»
- 2022 — «Тайна третьей планеты»[5]
- 2024 — «Сказка о царе Салтане»[26]
- 2024 — «Маленький принц»

## Награды и премии
- Медаль «За трудовое отличие» (3 января 1959) — за выдающиеся заслуги в развитии казахского искусства и литературы и в связи с декадой казахского искусства и литературы в г. Москве[27].
- Заслуженный деятель искусств Российской Федерации (16 апреля 1997) — за заслуги в области искусства[28].
- Народный артист Российской Федерации (24 октября 2003) — за большие заслуги в области искусства[29].
- Орден «За заслуги перед Отечеством» IV степени (28 июля 2011) — за большие заслуги в развитии отечественной культуры, искусства и за многолетнюю творческую деятельность[30].
- Лауреат премии Дружбы народов «Белые журавли России» (2015)[31].
- Лауреат российской национальной музыкальной премии «Виктория» (2021) — приз за неоценимый вклад в российскую музыкальную культуру[32].
- Специальный диплом Постоянного комитета Союзного государства (Витебск, 12 июля 2024)[33].
- Нагрудный знак «За ўклад у развіццё культуры Беларусі» (Витебск, 13 июля 2024) — за вклад в развитие культуры Беларуси[26].
- Медаль имени Михаила Чехова (Дом русского зарубежья имени Александра Солженицына, 2024)[34].
- Герой Труда Российской Федерации (3 марта 2025) — за особые заслуги в развитии отечественного музыкального искусства и многолетнюю плодотворную творческую деятельность[35] (самый пожилой обладатель этого звания).
- Премия «Ника» «Честь и достоинство» (24 марта 2025).

### Тексты
- «Звукорежиссура — моя вторая профессия». Интервью в журнале «Звукорежиссёр» № 2 2003
- Александр Зацепин рассказал, благодаря чему он получил такую славу и как стал «киномехаником» // Интервью МК 22.01.2025

### Видео
- «Александр Зацепин. Мне уже не страшно…». Документальный фильм
- Александр Зацепин. Судьба человека с Борисом Корчевниковым
- Привет, Андрей! Александр Зацепин: Некруглая дата в кругу друзей и поклонников. Шоу Андрея Малахова
- Сегодня вечером. Александр Зацепин: «Моя жизнь — мои правила». Выпуск от 13.03.2021
- Александр Зацепин. Вечерний Ургант. 31.05.2021
- Композитор Александр Зацепин — о жизни в 95 лет, о современной музыке, Гайдае, Алле Пугачёвой и студии [ПО СТУДИЯМ]